# Micrurus narduccii
Micrurus narduccii är en ormart som beskrevs av Jan 1863. Micrurus narduccii ingår i släktet korallormar, och familjen giftsnokar. Inga underarter finns listade i Catalogue of Life.
Denna orm förekommer vid östra Anderna i Sydamerika från södra Colombia till centrala Bolivia. Arten lever i kulliga områden och i bergstrakter mellan 100 och 1500 meter över havet. Den vistas i regnskogar och i fuktiga bergsskogar. Arten lever i låglandet och i bergstrakter mellan 100 och 2000 meter över havet. De gömmer sig även under träbitar samt under stenar. Honor lägger ägg.
Beståndet hotas regionalt av skogsröjningar. Hela populationen anses vara stabil. IUCN listar arten som livskraftig (LC).